# 栉江珧
栉江珧（学名：Atrina pectinata），是莺蛤目江珧蛤科曲江珧蛤属的一种。主要分布于新加坡、马来西亚、韩国、中国大陆、台湾，常栖息在潮间带到20米深的浅海的砂泥底质中。